# Carl Benscheidt

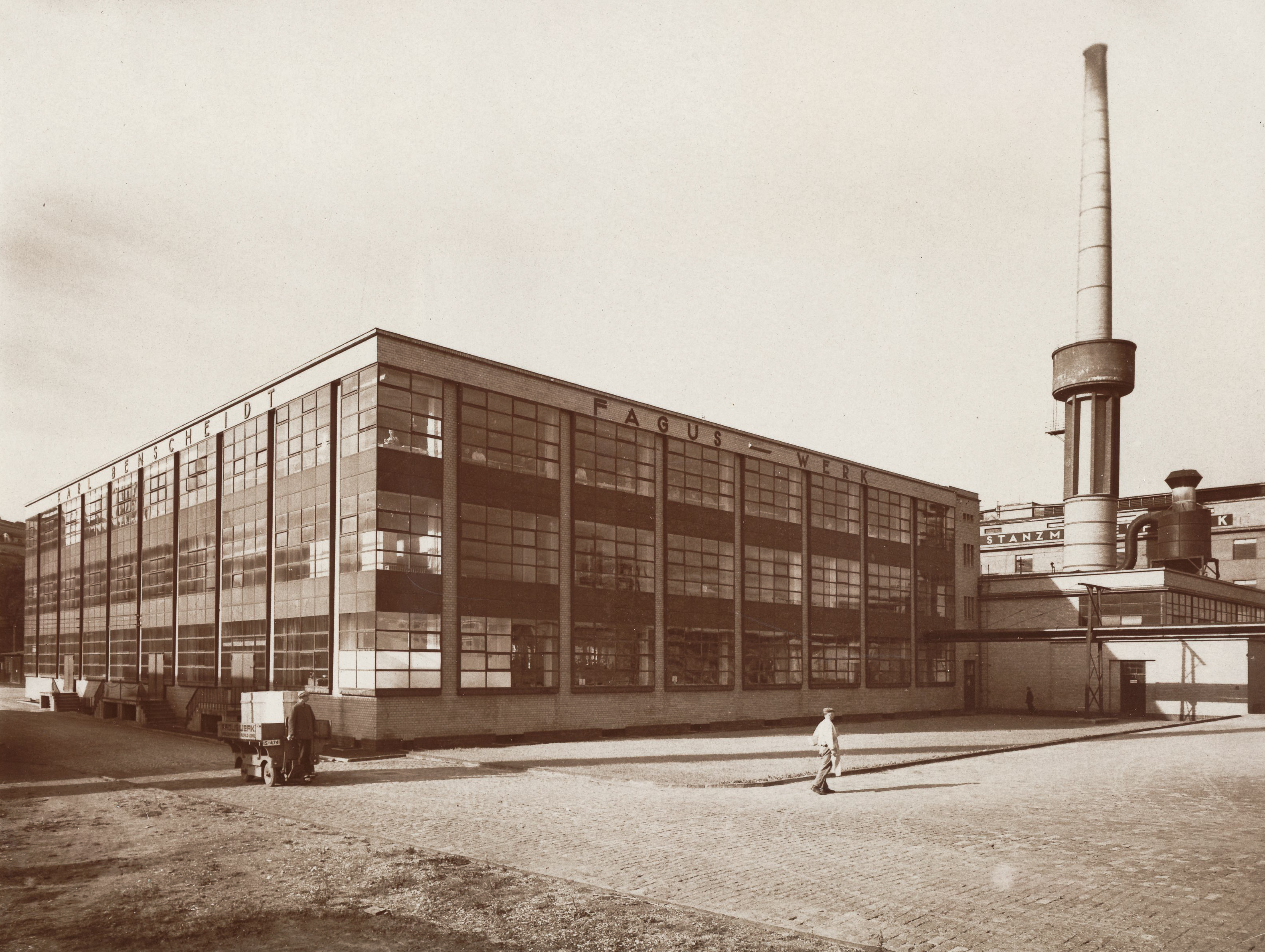
Ansicht des Fagus-Werkes in Alfeld (Leine) 1911/1912, Aufnahme von Edmund Lill

Carl August Benscheidt (* 17. Januar 1858 in Othmaringhausen in Westfalen; † 31. August 1947 in Alfeld (Leine)) war ein deutscher Schuhleistenfabrikant, Unternehmer und Gründer des Fagus-Werkes in Alfeld (Leine). Die Fabrikanlage wurde am 25. Juni 2011 zum UNESCO-Weltkulturerbe erklärt.

## Leben
Der aus einer westfälischen Bauernfamilie stammende Carl August Benscheidt war Sohn des Landwirts Ludwig Benscheidt (1833–1912) und dessen Ehefrau Dorothea, geb. Klever (1827–1896). Obwohl er das älteste von elf Geschwistern war, wurde er vom Vater aufgrund seiner schwächlichen Konstitution nicht zum Hoferben ausersehen. Carl Benscheidt besuchte die Realschule in Barmen und anschließend das Technikum in Mittweida. Dort brachte der Kontakt zu einem Naturarzt eine Verbesserung seines Gesundheitszustandes und weckte Benscheidts Interesse an Naturheilverfahren. Seine Studien musste er aus finanziellen Gründen abbrechen. Er ging als Angestellter nach Veldes bei Laibach in die Naturheilanstalt des Schweizer Alternativmediziners und „Sonnendoktors“ Arnold Rikli, wo er den Entschluss fasste, Naturheilarzt zu werden. Das fehlende Abitur und Geldmangel zerschlugen seinen Plan. In Veldes wurde er auf die Mängel des zeitgenössischen Schuhwerks und die daraus resultierenden Fußleiden aufmerksam. Diese hatten ihre Ursache in der Zweiballigkeit des verwendeten Schuhleistens, d. h., es wurden symmetrische Schuhe gefertigt, die für den rechten Fuß wie für den linken über den gleichen Leisten gearbeitet waren. Derartige Schuhe mussten täglich zwischen links und rechts ausgetauscht werden, um sie gleichmäßig abzunutzen. Benscheidt publizierte zum Thema Fußgesundheit mehrere Zeitungsaufsätze, die nachfolgend zu einer Broschüre zusammengefasst wurden. In dieser von Ärzten begrüßten Schrift forderte er nach Schweizer Vorbild die Herstellung von Schuhen über einballig geschnittene Leisten.

### Tätigkeit in Hannover
Benscheidt gründete in Hannover in der Artilleriestraße 4 eine Leistenmacherei. Die neuartigen Leisten wurden von den Schuhmachern jedoch abgelehnt, so dass Benscheidt zusätzlich eine eigene Schuhmacherei eröffnete, die bis zu 12 Gesellen beschäftigte. Diese „erste moderne Schuhwerkstatt in Norddeutschland“ entwickelte sich zu einem erfolgreichen Unternehmen, das über die Grenzen Hannovers hinaus bekannt wurde.

### Tätigkeit in Alfeld
In Alfeld (Leine) bestand seit 1858 das Unternehmen Alfelder Schuhleistenfabriken Carl Behrens. Dessen Inhaber verpflichtete Benscheidt nach längeren Verhandlungen 1887 als Mitarbeiter. Gemeinsam setzten Carl Behrens und Carl Benscheidt ihre Reformideen erfolgreich um, indem sie „mit der Produktion explizit fußgerechter Leisten die Verbesserung der Produkts Schuh und so eine Hebung der Fußgesundheit“ ermöglichten. Nach dem Tod des Inhabers Carl Behrens fungierte Benscheidt ab 1896 als technischer Leiter und Prokurist der Schuhleistenfabrik und wurde kurz darauf als stiller Teilhaber aufgenommen. 1897–1899 wurde für das florierende Geschäft ein Fabrikneubau errichtet, dessen Konzeption Benscheidt gemeinsam mit dem Hannoveraner Industriearchitekten Eduard Werner erstellte. Unter Benscheidts Leitung entwickelten sich die Alfelder Schuhleistenfabriken Carl Behrens zur größten deutschen Schuhleistenfabrik mit mehreren hundert Beschäftigten.
Als Leiter der seinerzeit größten Fabrik in Alfeld prägte Carl Benscheidt die Industrialisierung der Stadt nachhaltig. Unter anderem initiierte er 1899 die Gründung des Gemeinnützigen Bauvereins für den Kreis Alfeld eGmbH, in dem sich vor allem Inhaber und Mitarbeiter der Alfelder Fabriken gemeinsam für den Bau von Wohnhäusern für die Arbeiterschaft engagierten. Es entstand jenseits der Stadtgrenze die Kolonie Buchenbrink, der die großzügigere Siedlung Am Rodenkamp folgte. Unter dem Vorsitz Benscheidts schuf der Bauverein so zwischen 1901 und 1914 in den vom Gartenstadtideal Ebenezer Howards inspirierten Gartenvorstädten rund 120 Wohnungen nach Entwürfen der Architekten Eduard Werner und Carl Mühlenpfordt. Benscheidt war auch kommunalpolitisch tätig und von 1903 bis 1924 mit einer Unterbrechung Mitglied des Bürgervorsteherkollegiums, dem Vorläufer des heutigen Stadtrates. Er wirkte von 1906 bis 1908 als Worthalter (Vorsitzender) des Bürgervorsteherkollegiums und nutzte sein Ehrenamt, um beharrlich die Modernisierung von Stadt und Gesellschaft voranzutreiben. Bei der Kommunalwahl 1919 stand er an der Spitze des Wahlvorschags Benscheidt.
Da es mit den Jahren zu Unstimmigkeiten mit einem Teilhaber der Alfelder Schuhleistenfabriken Carl Behrens kam, schied Carl Benscheidt 1910 aus der Firma aus und gründete 1911 in Alfeld in unmittelbarer Nachbarschaft auf der anderen Bahnseite gegenüber der Behrensschen Fabrik ein eigenes Unternehmen, die Fagus GmbH, später umbenannt in Fagus-Werk Karl Benscheidt. Der Hauptanteil der Baukosten wurde durch Vermittlung des Engländers Fred Cox, einem langjährigen Geschäftspartner Benscheidts, durch die US-amerikanische United Shoe Machinery Corporation in Boston finanziert. Benscheidt konnte bei der Planung auf seine reichen Erfahrungen bezüglich Betriebsorganisation und Produktion zurückgreifen. Nach einer ersten Planung durch den Architekten Eduard Werner fand Benscheidt in dem jungen Architekten Walter Gropius, ein Schwager des damaligen Alfelder Landrats Max Burchhard, einen idealen Partner zum Bau eines innovativen, modernen Werkes. Die Grundsteinlegung erfolgte am 29. Mai 1911. Gropius und sein Mitarbeiter Adolf Meyer stellten das Fagus-Werk im Wesentlichen bis 1914 fertig. Bis 1926 ließen Carl Benscheidt und sein Sohn Karl Benscheidt, der 1919 Teilhaber geworden war, den Fabrikkomplex mehrfach vom Bauatelier Gropius erweitern und ausstatten. Für weitere Ergänzungsbauten beauftragten sie 1938 bis 1940 Ernst Neufert, der schon in den Zwanziger Jahren als Mitarbeiter von Gropius die Architektur des Fagus-Werks mitgestaltet hatte. Der Fabrikkomplex Fagus-Werk wurde als „bahnbrechendes Konzept moderner Industriearchitektur“ 1945 unter Denkmalschutz gestellt.

### Familie und Wohnhaus
Carl Benscheidt heiratete 1884 in Hannover Emma Artmann († 1920), Tochter des Kaufmanns Wilhelm Artmann und der Therese, geb. Tölke. Das Paar hatte fünf Söhne und eine Tochter. In zweiter Ehe war Benscheidt ab 1923 verheiratet mit Luise Artmann (1891–1963), einer Nichte seiner ersten Frau.
Carl Benscheidt wohnte lange nicht in einem eigenen Wohnhaus, sondern mit seiner Familie zur Miete in der Stadt Alfeld und in Werkswohnungen seiner Betriebe. Nachdem 1923/1925/1928 Neubaupläne für ein angemessenes privates Wohnhaus nach Entwürfen des Bauateliers Gropius nicht zur Ausführung gekommen waren, erwarb er die 1888 erbaute, repräsentative Unternehmer-Villa Hollborn (Göttinger Straße 59), die er sich 1928 nach Plänen von Ernst Neufert umbauen und einrichten ließ. Er lebte dort mit seiner Familie bis zur kriegsbedingten Ausquartierung in Notwohnungen im April/Mai 1945. Carl Benscheidt starb 1947 im Alter von 89 Jahren in Alfeld.
Carl Benscheidts Sohn Karl Benscheidt jun. (1888–1975) folgte ihm in der Unternehmensleitung des Fagus-Werks.

## Ehrungen
Am 31. August 1936 wurde Benscheidt zum Ehrenbürger der Stadt Alfeld ernannt. In Alfeld tragen die Benscheidtstraße (seit 1928) und die Carl-Benscheidt-Realschule seinen Namen.